# Disparoneura quadrimaculata
Disparoneura quadrimaculata är en trollsländeart som först beskrevs av Jules Pièrre Rambur 1842.  Disparoneura quadrimaculata ingår i släktet Disparoneura och familjen Protoneuridae. IUCN kategoriserar arten globalt som livskraftig. Inga underarter finns listade i Catalogue of Life.